# ریل‌نتورکس
ریل‌نتورکس (انگلیسی: RealNetworks) شرکت فناوری اطلاعات آمریکایی است، که در سال ۱۹۹۴ تأسیس شد.